# Hylopezus paraensis
El tororoí de Snethlage (Hylopezus paraensis), es una especie de ave paseriforme de la familia Grallariidae perteneciente al género Hylopezus. Es endémica del oriente de la Amazonia brasileña.

## Distribución y hábitat
Se distribuye en Brasil al sur del Río Amazonas desde el Río Xingú hacia el este en el estado de Pará hasta la parte oeste del estado de Maranhão, y hacia el sur hasta el sur de Pará.

## Sistemática

### Descripción original
La especie H. paraensis fue descrita por primera vez por la ornitóloga germano - brasileña Maria Emilie Snethlage en 1910, como subespecie, bajo el nombre científico Grallaria macularia paraensis; corrigiendo la descripción anterior hecha en 1907 como Grallaria macularia berlepschi, localidad tipo: «Ourém (a. Guamá),Pará, Brasil», que resultó un sinónimo inválido posterior de Grallaria berlepschi descrita por Hellmayr en 1903.

### Etimología
El nombre genérico masculino «Hylopezus» se compone de las palabras del griego «hulē»: bosque y «pezos»: caminada; significando «que camina por el bosque»; y el nombre de la especie «paraensis», se refiere al estado de la localidad tipo, Pará, Brasil.

### Taxonomía
Integra el complejo Hylopezus macularius, junto a este e Hylopezus whittakeri. Es monotípica.
Como resultado de una revisión sistemática de la especie politípica H. macularius con base en morfometría, plumaje, vocalización y características moleculares, conducida por Carneiro et al. (2012), la subespecie H. macularius paraensis fue elevada al rango de especie. Fue reconocida en la aprobación de la Propuesta N° 622 al Comité de Clasificación de Sudamérica (SACC) en mayo de 2014 y ya listada por las clasificaciones del propio SACC, por el Congreso Ornitológico Internacional (IOC) (Versión 6.3, 2016), por Clements Checklist v.2015 y por el Comité Brasileño de Registros Ornitológicos (CBRO, 2015).